# Kalamárka
Kalamárka je přírodní památka v oblasti Poľana. Nachází se v katastrálním území města Detva v okrese Detva v Banskobystrickém kraji na Slovensku. Území bylo vyhlášeno či novelizováno v roce 1977 na rozloze 1,28 ha. Ochranné pásmo nebylo stanoveno.